# Med drömmen som ström
Med drömmen som ström är Fint Tillsammans debutalbum, utgivet 1996 på Silence Records.

## Låtlista
Text och musik av Martin Stensö, Henrik Wiklund och Henrik Svensson.
1. "Livet lekte"
2. "Kväll i staden"
3. "Jag skulle ju bara skoja"
4. "Vass kritik"
5. "Hus, solar & familjer"
6. "Under min hand"
7. "Nya balladen om dig & mig"
8. "Han kom på en stulen cykel"